# William Martin, 1. Baron Martin

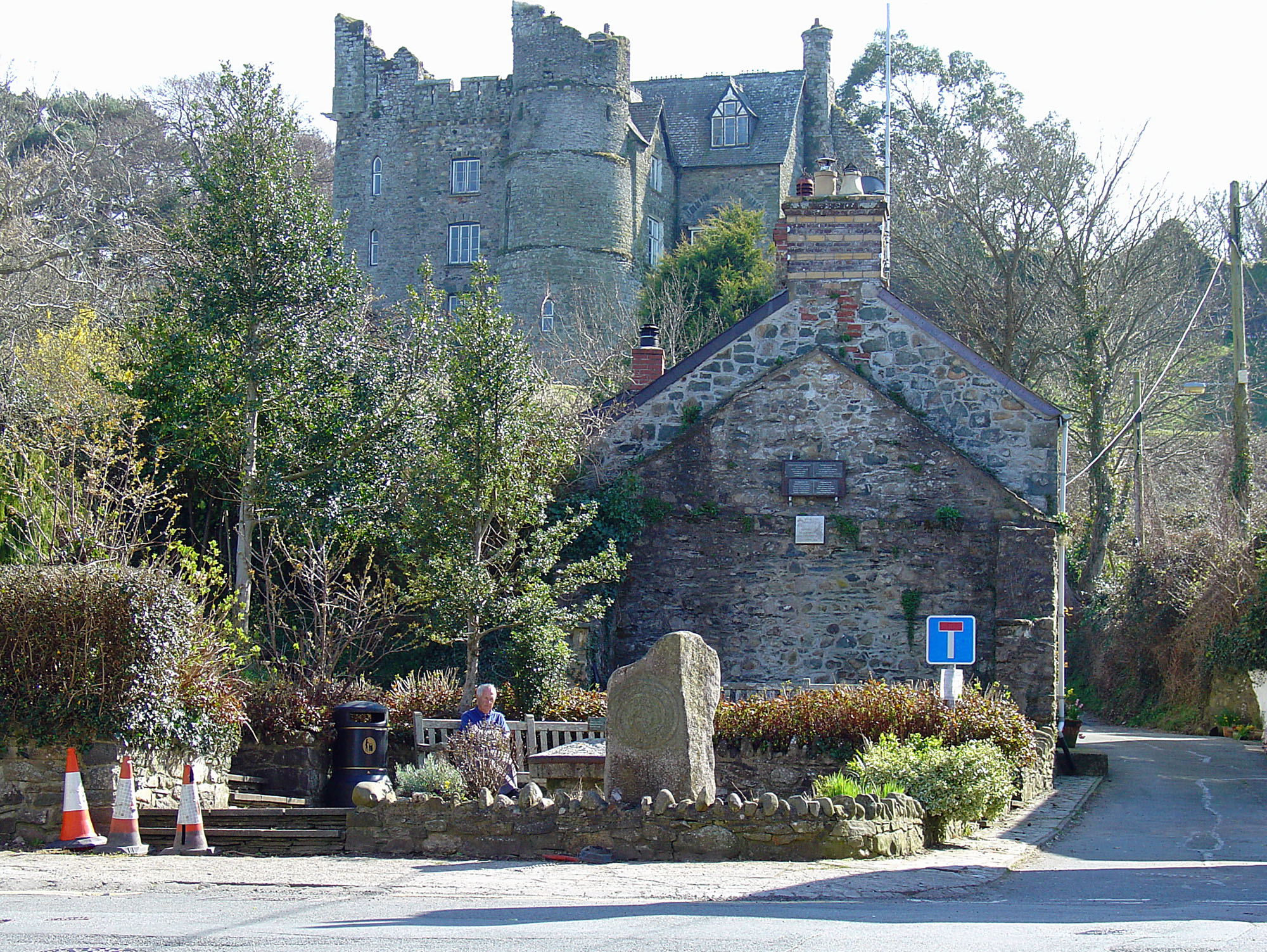
William Martin ließ Newport Castle in Pembrokeshire ausbauen, aus dieser Zeit ist noch die Ruine des Torhauses erhalten.

William Martin, 1. Baron Martin (auch William Martyn oder FitzMartin) (* um 1257; † 1324) war ein englischer Adliger.

## Leben
William Martin entstammte der Familie FitzMartin, die umfangreiche Besitzungen in Somerset und Devon besaß. Sein Vorfahre Robert Fitz Martin hatte dazu im 12. Jahrhundert Cemais in Westwales erobert. William war ein Sohn von Nicholas FitzMartin. Nach dessen Tod 1282 erbte er die Besitzungen der Familie, musste aber nach einem langen Rechtsstreit 1291 die Oberhoheit von William de Valence, 1. Earl of Pembroke für Cemais anerkennen. In Newport ließ er die Burg, den Hauptsitz der Lords of Cemais ausbauen.
Martin nahm an zahlreichen Kriegen von König Eduard I. teil, unter anderem war er während des Französisch-Englischen Kriegs 1295 in der Gascogne Kommandant von 90 von ihm angeworbenen walisischen Söldnern. Am 23. Juni 1295 wurde er als Baron Martin in das Parlament berufen. 1301 gehörte er zu dem Heer, mit dem der junge Thronfolger Eduard einen Feldzug nach Schottland führte, und als bedeutender Baron war er öfters am Königshof, als dieser 1307 als Eduard II. König wurde. Dennoch gehörte Martin nicht zu den Vertrauten des Königs. Stattdessen wurde er 1310 von den oppositionellen Baronen zu einem de Lords Ordainer bestimmt, die ein Reformprogramm für die Regierung von König Eduard II. erarbeiten sollten. Als die Barone Ende 1311 die Nachricht erhielten, dass der verbannte königliche Günstling Piers Gaveston unerlaubt aus seinem Exil nach England zurückgekehrt sei oder eventuell gar nicht England verlassen hätte, sollte Martin zusammen mit Hugh Courtenay überprüfen, ob sich Gaveston in Südwestengland aufhielt. 1315 bis 1316 war er königlicher Justiciar von Südwales. Nach dem Abschluss des Vertrags von Leake wurde er im Oktober 1318 vom Parlament in York zu einem der Mitglieder des neuen Staatsrats gewählt. In dieser Funktion bezeugte er danach zusammen mit anderen Baronen eine Zeitlang zahlreiche königliche Urkunden.

## Familie
Martin heiratete Eleanor, die Witwe von John de Mohun aus Dunster in Somerset. Sie war eine Tochter von Reynold FitzPiers. Mit ihr hatte er mindestens drei Kinder:
- William Martin, 2. Baron Martin († 1326) ⚭ Margaret Hastings;
- Joan Martin († 1322), ⚭ (1) Henry de Lacy, 3. Earl of Lincoln, ⚭ (2) Nicholas Audley, 2. Baron Audley of Heleigh;
- Eleanor Martin, ⚭ (1) William Hastings († 1311), ⚭ (2) Philip de Columbiers, 1. Baron Columbiers († 1342).

Seinen Sohn und Erben William verheiratete er mit einer Tochter von John Hastings, 1. Baron Hastings, seine Tochter Eleanor heiratete den ältesten Sohn von Hastings. Sein Erbe William starb aber bereits 1326 kinderlos. Daraufhin wurden die Besitzungen von Martin unter seinen Töchtern aufgeteilt, während der Titel Baron Martin in Abeyance fiel. Nach dem kinderlosen Tod von Eleanor Martin erbte James Audley, der Sohn von Martins Tochter Joan 1343 die gesamten Besitzungen der Familie FitzMartin.